# Собор Святой Люции (Коломбо)
 Собор святой Люции  — католический храм, находящийся в городе Коломбо, Шри-Ланка. Первый католический собор Шри-Ланки.

## История
В 1786 году на месте, где сейчас стоит современный собор святой Люции, была построена небольшая деревянная часовня. В 1872 году эта часовня была перестроена в каменную церковь. В 1834 году образовалась архиепархия Коломбо, выделившаяся из епархии Гоа, Индия и храм стал кафедрой архиепископа Коломбо. Современный храм святой Люции в Коломбо был построен в 1887 году. Высота храма составляет 46 метров, общая площадь — 1.695 м². Храм освящен в честь святой Люции.